# Aber Falls
Die Aber Falls (walisisch Rhaeadr Fawr) sind ein Wasserfall, der sich etwa 3 Kilometer südlich des Dorfes Abergwyngregyn, Gwynedd, in Wales befindet. 
Der Wasserfall entsteht dort, wo der Afon Goch in den Ausläufern des Carneddau-Gebirges etwa 37 Meter über einen Felsvorsprung aus magmatischem Gestein in die Tiefe stürzt. Zwei Nebenflüsse verschmelzen dabei; ab dort wird der Fluss Afon Rhaeadr Fawr genannt. Ab der Straßenbrücke Bont Newydd („Neue Brücke“) wird der Name zu Afon Aber.

## Geschichte
Besucher, die den Hauptfußweg in Richtung der Wasserfälle entlanggehen, können mehrere kleine Siedlungen aus der Bronzezeit entdecken, darunter ein ausgegrabenes Rundhaus und eine umzäunte Schmiede mit einer Informationstafel. Außerdem sind mehrere Menhire und Steinhaufen vorhanden. Die meisten dieser Stätten befinden sich auf der rechten Seite des Weges. Es gibt auch ein Wetteraufzeichnungsgerät. Es liegt nordwestlich des Snowdonia-Nationalparks in Wales.

## Besuchereinrichtungen
Besucher können an der Bont Newydd parken, von wo aus die Wasserfälle über einen deutlich markierten Weg zu Fuß erreichbar sind. Für das Parken wird eine Gebühr erhoben. Es stehen Toiletten und Picknickbänke zur Verfügung. Der nächstgelegene Ort, an dem Lebensmittel gekauft werden können, ist das Café im Touristeninformationszentrum im Dorf Abergwyngregyn.
Es ist möglich, an den Wasserfällen zu baden, allerdings ist das Wasser selbst im Hochsommer kalt und man muss auf die oft rutschigen Felsen achten.

## North Wales Path
Der North Wales Path ist ein Fernwanderweg an der Küste, der von Prestatyn nach Bangor führt. Dieser führt über eine Brücke am Fußende über den Wasserfall. Diese Brücke wurde ebenso wie die über den kleineren westlich gelegenen Wasserfall (walisisch Rhaeadr Fach) im Jahre 1995 gebaut.

## Galerie

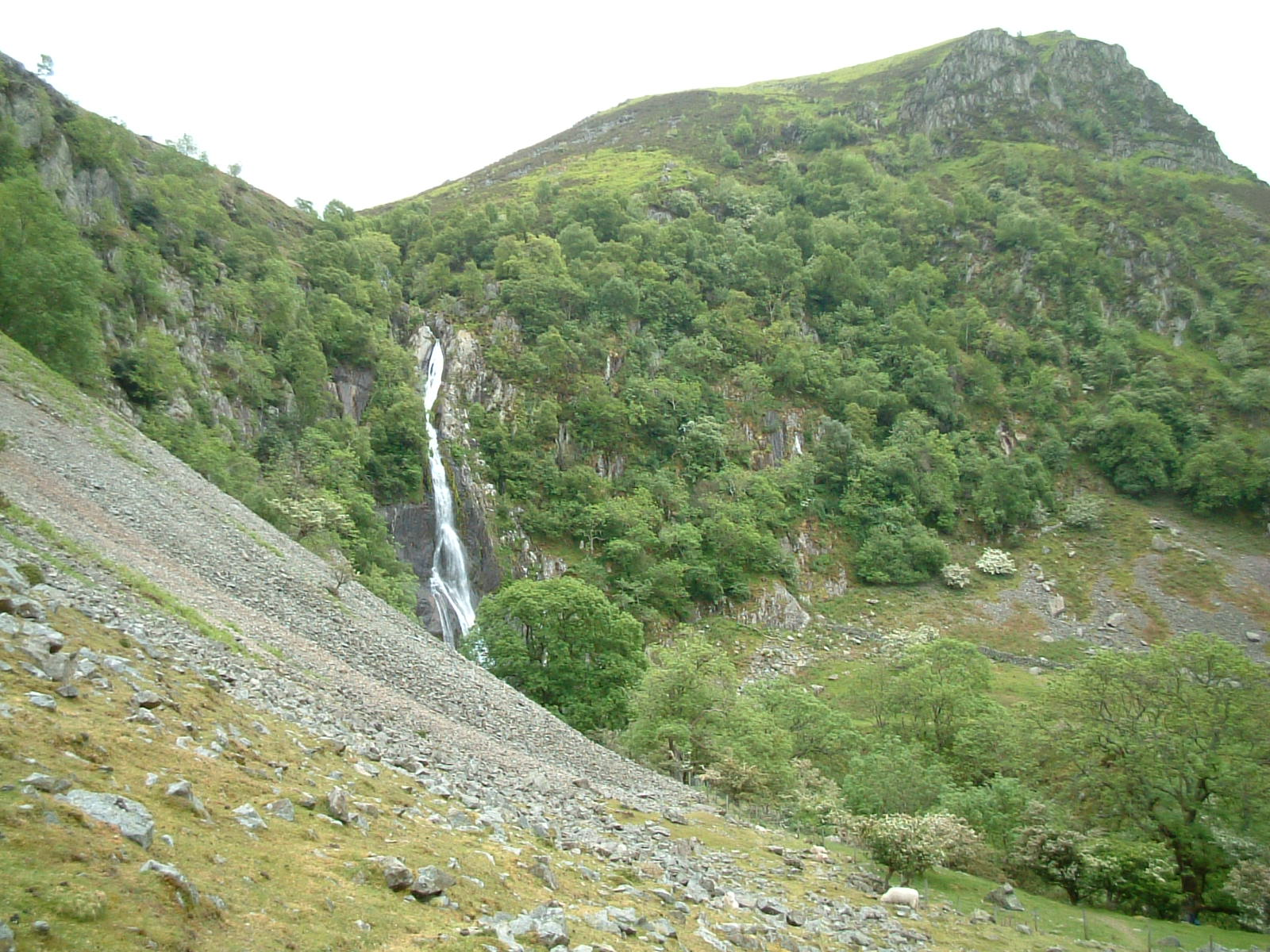
Aber Falls in den Bergen
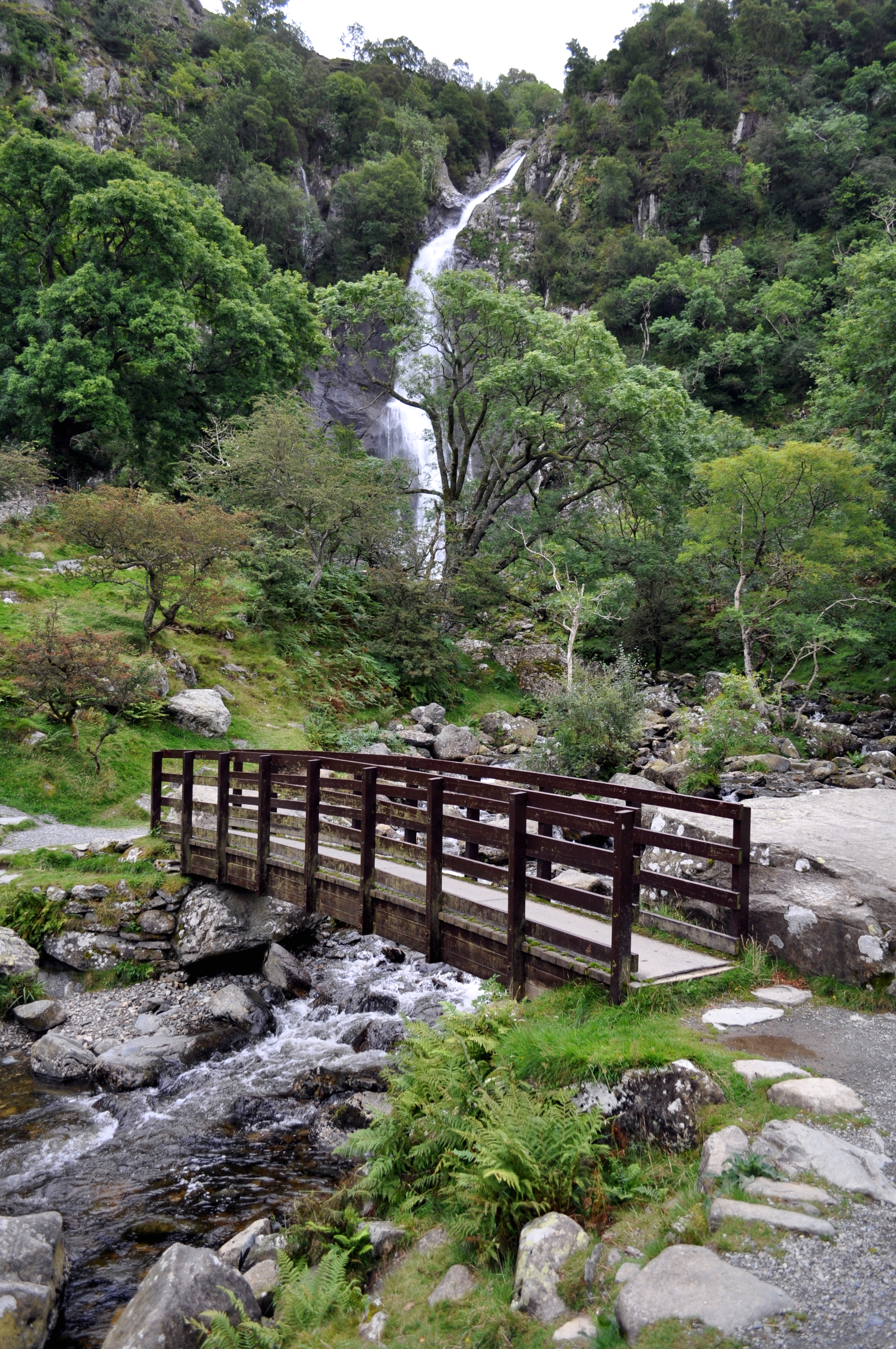
Die Brücke und der Wasserfall

### Romane
- Sharon Penman: Here Be Dragons
- Sharon Penman: The Reckoning
- Edith Pargeter: The Heaven Tree